# كلاوديو جارسيا
كلاوديو (توركو) جارسيا (بالإسبانية: Claudio García) (24 أغسطس 1963 في بوينس آيرس) لاعب كرة قدم أرجنتيني معتزل كان يجيد اللعب في مركز المهاجم .

## المسيرة الرياضية
بدأ جارسيا مسيرته الرياضية في نادي هوراكان سنة 1981 وبقي فيه حتى هبوطه إلى الدرجة الثانية في نهاية موسم 1985-1986 . انضم جارسيا إلى نادي فيليز سارسفيلد حيث لعب فيه حتى 1988 وبعدها انتقل إلى نادي ليون الفرنسي . في سنة 1991 عاد إلى الأرجنتين وانضم إلى نادي راسينغ أفيلانيدا ومن خلال تواجده في هذا النادي شارك في أول مباراة دولية مع منتخب الأرجنتين سنة 1991 . كان ضمن تشكيلة منتخب الأرجنتين الذي حقق بطولة كأس كوبا أمريكا سنتي 1991 و1993 . شارك جارسيا في أكثر من 100 مباراة مع نادي راسينغ أفيلانيدا ثم رحل في سنة 1995 وانضم إلى نادي كولون دي سانتا في لمدة موسم واحد ثم عاد إلى نادي هوراكان سنة 1996 حيث شارك في 251 مباراة مسجلا 51 هدف . بعد ذلك انضم إلى نادي أول بويز وإنديبيندينتي ريفادافيا في الدرجة الثانية ونادي تشاكاريتا جونيورز . في سنة 2001 انضم إلى نادي الدرجة الثانية الإسباني ريال خاين حيث بقي فيه عدة أشهر ثم أعلن اعتزاله نهائيا لعب كرة القدم .

## روابط خارجية
- كلاوديو جارسيا على موقع قاعدة بيانات كرة القدم.إي يو (الإنجليزية)
- كلاوديو جارسيا على موقع ناشيونال فوتبول تيمز (الإنجليزية)